# Jan Jarnicki
Jan A. Jarnicki (ur. 18 maja 1954 w Warszawie) – wydawca muzyczny oraz mecenas sztuki.
W latach 1972–1975 studiował na wydziale matematyki Uniwersytetu Warszawskiego, a w latach 1976–1978 studiował informatykę na Uniwersytecie Paris VIII. Był wykładowcą tego uniwersytetu w roku 1978 i 1982.
W 1996 roku założył wydawnictwo muzyczne Acte Préalable. W 1999 roku założył, a od marca 2000 roku publikował także magazyn poświęcony muzyce poważnej Muzyka21. Od roku 2005 przez trzy lata był stałym członkiem jury festiwalu Midem Classical Awards w Cannes. Pismo Muzyka21 zakończyło działalność w marcu 2017 roku po opublikowaniu 200 numerów.
Jako właściciel wydawnictwa Acte Préalable promuje działalność młodych muzyków oraz upowszechnia mało znaną i zapomnianą muzykę polską. W 2003 roku zorganizował odbywający się corocznie przez 10 lat Konkurs na Projekt Nagraniowy „Zapomniana Muzyka Polska”. Laureatami jego kolejnych edycji byli: Magdalena Lisak, Maria Erdman, Hubert Rutkowski, Tomasz Kamieniak, Matti Asikainen, Artur Cimirro i kwartet Four Strings. Dzięki jego nagraniom wiele dzieł zapomnianych i nieznanych jest dostępne dla melomanów. Wiele z jego odkryć trafiło również do sal koncertowych.